# Eocuma sarsii
Eocuma sarsii är en kräftdjursart som först beskrevs av Robby August Kossmann, och fick sitt nu gällande namn av  1880. Eocuma sarsii ingår i släktet Eocuma och familjen Bodotriidae. Inga underarter finns listade i Catalogue of Life.